# 오요주

오요주의 위치

오요주(영어: Oyo State)는 나이지리아의 남서부에 있는 주로, 주도는 이바단이다. 면적은 28,454km2이며, 인구는 5,591,589명(2006년)이다. 1976년 2월 3일 옛 서부주에서 분리되어 신설되었다. 북쪽으로는 콰라주, 동쪽으로는 오순주, 남쪽으로는 오군주와 접하며 서쪽으로는 베냉과 국경을 접한다.